# Sydlig fingerfliksmossa
Sydlig fingerfliksmossa (Kurzia sylvatica) är en levermossart som först beskrevs av Evans, och fick sitt nu gällande namn av Riclef Grolle. Sydlig fingerfliksmossa ingår i släktet fingerfliksmossor, och familjen Lepidoziaceae. Enligt den svenska rödlistan är arten starkt hotad i Sverige. Arten förekommer i Götaland. Artens livsmiljö är skogslandskap, sjöar och vattendrag.